# Christina Lindberg (sångare)
Christina Agnes Maria Lindberg Wigardt, ursprungligen Algotsson-Lindberg, född 4 november 1968 i Gustav Adolfs församling i Helsingborg, är en svensk country- och dansbandssångerska.

## Biografi
Lindberg har sjungit tillsammans med dansbandet Lasse Stefanz. Gruppens sång De sista ljuva åren låg på Svensktoppen i 65 veckor från februari 1989 till 1990 . Hon har också haft eget dansband, Christina Lindbergs orkester. Hon har givit ut ett halvdussin album och ett dussin singlar. Turnerar numera som soloartist.
2013 skrev Christina Lindberg, tillsammans med författaren Vesna Maldaner, boken De första ljuva åren (och de alltför tjocka låren...). Boken är en självbiografi där hon berättar om sin uppväxt och sin, ibland tuffa, väg till countrytoppen.
Christina Lindberg är dotter till musikern Hjalmar Algotsson-Lindberg och Siv, ogift Paulsson, samt moster till Christopher Heino-Lindberg. Hon är uppvuxen i Höganäs. Sedan 2005 är Lindberg gift med Tommy Wigardt och bor i Kågeröd.

## Diskografi

### Album
- 1985 – "Christina Lindberg"
- 1986 – "Nya starka vindar"
- 1991 - "Skogsvaktarns Lisa"
- 1991 - "Vid flodens strand"
- 1992 - "Gyllene år"
- 1993 - "Billie Joe"
- 1993 - "Vind och vågor"
- 1994 - "Sången till livet"
- 1995 - "Dig ska jag älska"
- 1997 - "Hemma igen"
- 2000 - "Andra tider och andra vägar"
- 2001 - "Sång för vind och regn"
- 2005 - "Tills vägen tar slut"
- 2009 - "Mina ljuva år"
- 2015 - "Back To The Roots"
- 2018 - "Ge dig själv en chans"

### Singlar
- 1982 – "Blue Eyes Don't Make an Angel"
- 1983 – "Den stora sanna kärleken" (Hasse Kvinnaböske)
- 1986 – "Karneval" och "Kom snart tillbaka"
- 1987 – "Night by night" (Ob Jonsson)
- 1988 – "De sista ljuva åren" (duett med Lasse Stefanz)
- 1990 – "Dit vägarna bär"
- 1990 – "Vid flodens strand"
- 1990 – "Karneval" (Nöjespatrullen)
- 1991 – "Om du vet"
- 1993 – "Vind och vågor" (CD-singel med tre låtar)
- 1994 – "Sången till livet"
- 2009 - "Dust on the bottle" (CD-singel) med Christopher Heino Lindberg

### Melodier på Svensktoppen
- 1985 - "Kom snart tillbaka"
- 1989 – "De sista ljuva åren" (duett med Lasse Stefanz)
- 1991 - "Vid flodens strand"
- 1992 - "Cheerio"
- 1992 - "Gyllene år"
- 1993 - "Billie Joe"
- 1993 - "Vind och Vågor"
- 1993 - "Ett litet hus intill vägen"
- 1994 - "Under eken"
- 1994 - "Sången till livet"
- 1995 – "Ett liv med dig" (duett med Fernandoz)
- 1997 - Det är för dig mitt hjärta slår"
- 1997 - Sång för vind och regn"
- 1998 - En ängel följer i ditt spår"
- 1999 – "Över en kopp i vår berså" (duett med Lasse Stefanz)
- 2001 – "De' e' vanliga mänskor" (duett med Rankarna)